# Zhang Zongchang
Zhang Zongchang, född 1881, död 1932, även känd som Hundköttsgeneralen, var en kinesisk general och krigsherre som var aktiv i Manchuriet och Shandong under 1920-talet.
Zhang kom från enkla förhållanden i Shandong och hade en kringflackande uppväxt. I slutet på 1890-talet flyttade hans familj till Manchuriet och under det rysk-japanska kriget 1904-05 deltog Zhang i frikårer som slogs på den ryska sidan.
Under Xinhairevolutionen 1911 deltog Zhang på revolutionärernas sida och efter Republikens seger fick Zhang sin första officiella militära kommission. Han tjänade först under befälhavaren Feng Guozhang och deltog senare i olika militära kampanjer i Hubei och Manchuriet.
Kring 1922 drogs han in i kretsen kring den manchuriske krigsherren Zhang Zuolin, som han tjänade troget fram till dennes död. 1925 blev Zhang utnämnd till militärguvernör i hemprovinsen Shandong, som han regerade med ryktbar grymhet fram till dess att han tvingades från sin post i samband med Chiang Kai-sheks nordfälttåg 1927. Därefter levde Zhang ett kringflackande liv tills han föll offer för en lönnmördare i provinshuvudstaden Jinan 1932.
En krigsherrarnas epok framstod Zhang som sinnebilden för den brutale krigsherren och det gick en rad rykten om hans grymhet. Sitt öknamn Hundköttsgeneralen fick han av ett känt hasardspel som kallades "äta hundkött". Zhang är mest känd för en västerländsk publik genom Lin Yutangs beskrivning av honom i sitt verk With Love and Irony.